# NGC 574
NGC 574 è una galassia a spirale barrata situata nella costellazione dello Scultore a una distanza di circa 264 milioni di anni luce dalla nostra Via Lattea.

## Scoperta
NGC 574 è stata scoperta il 1º settembre 1834 dall'astronomo britannico John Herschel.

## Descrizione
La galassia ha una classe di luminosità II.